# Not That Kinda Girl (canción de Kim-Lian & Linda Bengtzing)
«Not That Kinda Girl» es un sencillo de la cantante neerlandesa Kim-Lian y la cantante sueca Linda Bengtzing, lanzado el 12 de octubre de 2009.

## Información
El sencillo debutó en la posición #45 en los Dutch Top 40, alcanzando su posición máxima en el #32. El sencillo se mantuvo en el chart durante 7 semanas.

### Adaptaciones
La cantante española Belinda hizo una adaptación al español del sencillo bajo el título de "Wacko", para su tercer álbum de estudio Carpe Diem. El grupo femenino surcoreano de K-Pop, Hello Venus, también realizó una versión de esta canción, con el nombre de "Love Appeal".

## Lista de canciones
Promo single
1. "Not That Kinda Girl"

Descarga digital
1. "Not That Kinda Girl"

## Posicionamiento
| Listas (2009) | Posición |
| ------------- | -------- |
| Dutch Top 40  | 32       |